# Aspiral
Aspiral ist das kommende neunte Studioalbum der niederländischen Symphonic-Metal-Band Epica. Die Veröffentlichung des Albums ist für den 11. April 2025 geplant und wurde am 30. Januar 2025 angekündigt.

## Promotion
Am 13. November 2024 veröffentlichten Epica ihre neue, alleinstehende Single „Arcana “, nachdem sie den Song im September bei ihren Symphonic Synergy Shows in den Niederlanden aufgeführt hatten.
Am 30. Januar 2025 wurde die zweite Single des Albums "Cross the Divide" zusammen mit einem Musikvideo veröffentlicht. Die Band kündigte an, dass ihr neues Album Aspiral am 11. April 2025 erscheinen würde und bereits vorbestellt werden konnte.
Am 12. März 2025 veröffentlichte die Band die dritte Single des Albums "T.I.M.E." (ein Akronym für „Transformation, Integration, Metamorphose und Evolution“) zusammen mit einem begleitenden Musikvideo und einer Ankündigung mehrerer weltweiter Tourneen zur Promotion des Albums.

## Titelliste
| Nr.          | Titel                                                  | Text          | Musik                  | Länge |
| ------------ | ------------------------------------------------------ | ------------- | ---------------------- | ----- |
| 1.           | Cross the Divide                                       |               |                        | 4:18  |
| 2.           | Arcana                                                 | Simone Simons | Rob van der Loo, Epica | 5:02  |
| 3.           | Darkness Dies in Light (A New Age Dawns, Part VII)     |               |                        | 7:59  |
| 4.           | Obsidian Heart                                         |               |                        | 5:04  |
| 5.           | Fight to Survive - The Overview Effect                 |               |                        | 5:02  |
| 6.           | Metanoia (A New Age Dawns, Part VIII)                  |               |                        | 7:17  |
| 7.           | T.I.M.E.                                               |               |                        | 3:58  |
| 8.           | Apparition                                             |               |                        | 4:12  |
| 9.           | Eye of the Storm                                       |               |                        | 4:43  |
| 10.          | The Grand Saga of Existence (A New Age Dawns, Part IX) |               |                        | 6:50  |
| 11.          | Aspiral                                                |               |                        | 5:39  |
| Gesamtlänge: | Gesamtlänge:                                           | Gesamtlänge:  | Gesamtlänge:           | 60:04 |

## Mitwirkende

### Epica
- Simone Simons - Leadgesang
- Mark Jansen – harte Vocals, Rhythmusgitarre, Orchestrierung
- Isaac Delahaye – Leadgitarre, Hintergrundgesang
- Rob van der Loo – Bass
- Coen Janssen – Keyboards, Synthesizer, Klavier, Orchestrierung
- Ariën van Weesenbeek – Schlagzeug, Hintergrundgesang

### Zusätzliche Mitwirkende
- Hedi Xandt – cover art
- Remko Tielemans – music video direction ("Arcana", "Cross the Divide")